# تازه‌کند (مراغه)
تازه‌کند یا تازه‌کند عیدلو یکی از روستاهای استان آذربایجان شرقی است که در دهستان قوری‌چای غربی، بخش سراجو شهرستان مراغه واقع شده‌است.